# Angamaly
Angamaly – miasto w Indiach, w stanie Kerala. W 2011 roku liczyło 33 456 mieszkańców. 71% jego mieszkańców stanowią chrześcijanie.